# Dilophothripa chrysorrhaea
Dilophothripa chrysorrhaea är en fjärilsart som beskrevs av George Francis Hampson 1897. Dilophothripa chrysorrhaea ingår i släktet Dilophothripa och familjen trågspinnare. Inga underarter finns listade i Catalogue of Life.